# Carl Christian Neuenhahn
Carl Christian Adolph Neuenhahn (* 9. November 1745 in Nordhausen; 7. Juli oder 9. Juli 1807 ebenda) war ein deutscher Branntweinbrenner und Naturforscher, der im Herzogtum Sachsen-Weimar-Eisenach lebte und wirkte.
Er kam als Sohn vom Charlotte Hedwig Lindemann sowie des schwarzburg-sondershausischen Kommerzienrates und Gildenmeisters der Nordhausener Kramergilde Carl Christian Neunhahn (1713–1778) zur Welt. Sein Großvater väterlicherseits war der namensgleiche Buchhändler und Verleger Carl Christian Neuenhahn (1664–1728).
Hauptberuflich war er als Branntweinbrenner im seiner Heimatstadt Nordhausen tätig. Er interessierte sich jedoch auch sehr für Botanik, Gartenkunde und Numismatik. Zu allen genannten Themen verfasste er mehrere Schriften. Er pflegte persönliche Bekanntschaften zum Hamelner Apotheker Johann Friedrich Westrumb sowie zum Weimarer Dichter und Universalgelehrten Johann Wolfgang von Goethe. Letzterem stattete er im Juli 1798 einen Besuch ab und widmete er 1803 eine neue Publikation. Neuenhahn wurde 1798 zum herzoglich sächsisch-weimar-eisenachischen Kommissionsrat oder Kommerzienrat ernannt und starb 1807 im Alter von 61 Jahren.

## Mitgliedschaften
- Leipziger Ökonomische Sozietät
- Celler Landwirtschaftsgesellschaft
- Kaiserliche Freie Ökonomische Gesellschaft zu Sankt Petersburg (korrespondierendes Mitglied)
- Königlich Preußische Märkische Ökonomische Gesellschaft zu Potsdam (Ehrenmitglied)

## Publikationen (Auswahl)
Branntweinbrennerei
- Die Branntweinbrennerey nach theoretischen und practischen Grundsätzen nebst der dazu erforderlichen Viehzucht und Mastung auch Beschreibung eines neuen holzersparenden Ofens und Rostes. Zweite Auflage, Verlag von Georg Adam Keyser, Erfurt, 1791, 647 Seiten.
- Ueber die Helme der Branntweinblasen. Nebst Beschreibung eines holzersparenden Blasenheerds wie auch einer Rauch-Malzdarre. Verlag von Georg Adam Keyser, Erfurt, 1795, 126 Seiten.

Botanik
- Handbuch für Gartenfreunde und angehende Botaniker; oder systematisch Verzeichniß von 2261 Arten Saamen und Pflanzen, sowohl zum Gebrauch für Küchen-, Blumen- als auch Baumgärten. Cölerische Officin, Frankenhausen, 1788, 199 Seiten.
- Handbuch für Gartenfreunde über alle bekannte Pflanzen der Welt. Erster Band, enthaltend 7865 Arten Gewächse oder die 12 ersten Classen des Linnée’schen Geschlechtssystems. Verlag von Paul Gotthelf Kummer, Leipzig, 1803, 432 Seiten.
- Der Blumenzwiebelgärtner oder Beschreibung von allen auf der Erde bekannten Lilienartigen Gewächsen, nebst Anzeige ihrer Kultur. Zwei Bände, Verlag von Paul Gotthelf Kummer, Leipzig, 1804, 418 Seiten.

Numismatik und Wirtschaft
- Bestimmung des Werths der bekanntesten ein- und ausländischen Gold-, Silber-, Kupfer- und fingirten- oder Rechnungs-Münzen in der Welt, nach ihrer Würdigung in Schrot und Korn, und nach Maassgabe ihres Courses. Verlag von Caspar Fritsch, Leipzig, 1786, 79 Seiten.
- Alphabetisches Verzeichniß der goldenen, silbernen, kupfernen und fingirten oder Rechnungs-Münzen Europa’s und anderer Welttheile nebst Anzeige ihres Vaterlandes, Schrots, Korns, auch innern feinen Gehalts und Werths im Conventionsfuß von 1763 oder Louis d’'or à 5 Rthlr. Verlag von Georg Adam Keyser, Erfurt, 1791, 107 Seiten.
- Der allgemeine kleine Contorist oder tabellarisches Verzeichniß und Vergleichung aller besonders Europäischen Maase und Gewichte als: Ellen-Korn-Maase, der flüßigen Dinge Fuß-, Flächen-, Körper-, Acker-, Land-, und Feld-Maase, Ruthen, Klafter, Lachter, Faden, Garn-, Holz-, Cubic-, Schacht- und Bergwerks-Meilen-Maaß [et]c. nebst Anzeige des Werths aller goldenen, silbernen, kupfernen und fingirten oder Rechnungs-Münzen Europas und anderer Welttheile; mit Bemerkung ihres Schrots, Korns, und innern feinen Gehalts. Verlag von Georg Adam Keyser, Erfurt, 1791, 403 Seiten.
- Anleitung zum landwirthschaftlichen Handel; oder über den mancherley Gebrauch, Aufbewahrung und Handel ökonomischer und anderer Produkte der Erde, für Land- und Stadtwirthe. Erster Band. A–E. Verlag von Georg Adam Keyser, Erfurt, 1806, 822 Seiten.
- Anleitung zum landwirthschaftlichen Handel; oder über den mancherley Gebrauch, Aufbewahrung und Handel ökonomischer und anderer Produkte der Erde, für Land- und Stadtwirthe. Zweyter Band, Erster Teil: Erbse bis Gerste. Verlag von Georg Adam Keyser, Erfurt, 1808, 444 Seiten. (Postum vervollständigt und herausgegeben von Justus Ludwig Guenther Leopold.)
- Anleitung zum landwirthschaftlichen Handel; oder über den mancherley Gebrauch, Aufbewahrung und Handel ökonomischer und anderer Produkte der Erde, für Land- und Stadtwirthe. Zweyter Band, Zweyter Teil: Gerstenapfel bis Holzhandel. Verlag von Georg Adam Keyser, Erfurt, 1810, 816 Seiten. (Postum vervollständigt und herausgegeben von Justus Ludwig Guenther Leopold.)